# Згуже (гміна Домбровіце)
Згуже (пол. Zgórze) — село в Польщі, у гміні Домбровиці Кутновського повіту Лодзинського воєводства.
Населення — 72 особи (2011).
У 1975-1998 роках село належало до Плоцького воєводства.

## Демографія
Демографічна структура станом на 31 березня 2011 року:
|          | Загалом | Допрацездатний вік | Працездатний вік | Постпрацездатний вік |
| -------- | ------- | ------------------ | ---------------- | -------------------- |
| Чоловіки | 36      | 8                  | 24               | 4                    |
| Жінки    | 36      | 6                  | 20               | 10                   |
| Разом    | 72      | 14                 | 44               | 14                   |